# Gante-Wevelgem 1966
La Gante-Wevelgem 1966 fue la 28ª edición de la carrera ciclista Gante-Wevelgem y se disputó el 23 de marzo de 1966 sobre una distancia de 251 km.  
El belga Herman Van Springel (Dr. Mann-Grundig) se impuso en la prueba al imponerse a su compañero de fuga, su compatriota Noël Van Clooster. El danés Palle Lykke completó el podio. 

## Clasificación final
| Posición | Ciclista                 | Equipo                   | Tiempo    |
| -------- | ------------------------ | ------------------------ | --------- |
| 1        | Herman Van Springel      | Dr. Mann-Grundig         | 6h 34'00" |
| 2        | Noël Van Clooster        | Dr. Mann-Grundig         | m.t.      |
| 3        | Palle Lykke              | Solo-Superia             | a 50"     |
| 4        | Arthur Decabooter        | Wiel's-Groene Leeuw      | m.t.      |
| 5        | Seamus Elliott           | Mercier-Hutchinson-BP    | a 1'02"   |
| 6        | Walter Godefroot         | Wiel's-Groene Leeuw      | m.t.      |
| 7        | Jan Janssen              | Pelforth-Sauvage-Lejeune | m.t.      |
| 8        | Willy Bocklant           | Dr. Mann-Grundig         | a 4"      |
| 9        | Eddy Merckx              | Peugeot-Michelin-BP      | m.t.      |
| 10       | Bernard Van De Kerckhove | Ford France-Hutchinson   | m.t.      |